# Miconia aspratilis
Espèce
Statut de conservation UICN

 EN B1ab(iii) : En danger
Miconia aspratilis est une espèce de plantes à fleurs de la famille des Melastomataceae. Elle est endémique d'Équateur. Elle pousse dans des forêts tropicales ou subtropicales humides de montagne ou dans des prairies de haute altitude.

## Publication originale
- Memoirs of The New York Botanical Garden 16: 25. 1967.